# Хоровое и регентское дело
«Хоровое и регентское дело» — российский ежемесячный музыкальный журнал. Издавался в Санкт-Петербурге с 1909 по 1917 год.

## Редакция
Своим возникновением журнал обязан С.В. Смоленскому, который выступил на Первом регентском съезде 1908 г. с предложением начать выпуск журнала, посвященного хоровому и регентскому делу. Редактором-издателем стал известный регент, издатель и журналист Пëтр Алексеевич Петров (творческий псевдоним Петров-Бояринов). Помимо Смоленского и Петрова, направление издания определяли: А.В. Никольский, Н.М. Ковин и отчасти А.В. Преображенский.

## Тематика
Журнал освещал вопросы церковного и светского хорового пения, знакомил с работой хоровых и регентских съездов, учебных заведений и курсов, публиковал обзоры концертов, рецензии на новые книги, периодические издания и церковно-музыкальные сочинения, а также статьи памяти Смоленского, С.Н. Кругликова и др. Издание объединяло представителей "прогрессивного" направления в церковной музыке того времени. На страницах журнала также печатались: П.Г. Чесноков, А.Т. Гречанинов, В.С. Калинников, протоиерей Димитрий Разумовский. В журнале проводились общественные обсуждения острых проблем клиросной и приходской жизни.

## Источник
- Романовский, М.В. Хоровой словарь. — М.: Музыка, 2005.
- Топычканов А.В. Опыт создания библиографического описания журнала «Хоровое и регентское дело» // Труды Московской регентско-певческой семинарии. 2000–2001. Наука. История. Образование. Практика музыкального оформления богослужения: Сборник статей, воспоминаний, архивных документов.. — М.: Б. И., 2002. — С. 430–439. — ISBN 5-902097-01-1.